# Corestheta insularis
Corestheta insularis är en skalbaggsart som beskrevs av Francis Polkinghorne Pascoe 1875. Corestheta insularis ingår i släktet Corestheta och familjen långhorningar. Inga underarter finns listade i Catalogue of Life.